# Piceide
Il piceide, detto anche polidatina, è un glicoside stilbenoide derivato dal resveratrolo e presente nel succo d'uva. Può anche essere isolato dalla pianta Polygonum cuspidatum.
La polidatina è più stabile e biodisponibile del resveratrolo, in quanto è più resistente all'ossidazione enzimatica, penetra nella cellula mediante un meccanismo di trasporto attivo che utilizza i trasportatori del glucosio, è assorbita più facilmente nell'intestino perché solubile in acqua.
Queste molecole inibiscono la sintesi di IL 17, regolatore dell'istamina.